# 우크라이나의 정치
우크라이나는 이원집정부제 공화국이다.

## 역사
1917년 이전 러시아는 우크라이나를 러시아의 일부로 간주하였다. 1863년, 1876년 두 차례 법령을 통해 학교를 폐쇄하고 우크라이나어의 사용과 출판을 금지시켰다.
1899년 새로 창당할 정당에 대해 우크라이나 민족간의 회의가 진행되었고, 후에 민족민주당이라는 명칭을 갖게 되는 정당이 창설된다. 독립된 우크라이나를 건설한다는 강령을 가지고 있었지만, 오스트리아 제국 내에서 우크라이나인들의 자치권을 보장받고 러시아 제국을 연방제 입헌 체제로 전환시키고자 하는 현실적 목표를 가지고 있었다. 후에 우크라이나 인민 공화국의 대통령에 선출되게 되는 흐루셰우스키가 이 대회에서 집행 위원으로 정치활동을 시작한다.
1917년의 2월 혁명 이후 러시아 제국이 붕괴함에 따라 우크라이나인들 사이에서는 자치와 독립 국가 건설에 대한 담론이 제기되었다. 여러 민족을 하나로 묶던 가치인 제국이 더 이상 그 영향력을 미치지 못한다면, 독자적인 우크라이나 민족 국가를 설립할 수 있다는 인식의 확산이었다.
6월 전러시아 해방농노 연맹은 카테리노슬라프에서 해방농노 회의를 소집했는데, 이 자리에서 총재 정부의 주요 수반이 되는 마제파는 이 자리에서 우크라이나 자치의 정당성을 호소했고 이 요구는 회의의 결의안에 포함되었다.
중앙 라다는 11월 7일 우크라이나 인민 공화국의 수립을 선포한 뒤 이듬해 1918년 1월 9일 독립을 선포한다. 이 과정에서 이사크 마제파,
10월 혁명 이후 1919년 우크라이나 인민 공화국은 최초의 우크라이나 헌법을 채택했다. 하지만 이는 명목상의 헌법이었으며 소련 헌법의 형식을 벗어나지 않았다. 이 헌법은 사회주의법의 하위 법률이었다. 소련 정부는 우크라이나의 도시에 러시아인과 비러시아계 소수민족의 이주 정책을 지속적으로 전개했다. 스탈린이 사망한 이후 우크라이나 공산당 중앙위원회는 처음으로 러시아화를 비판했고 이러한 분위기에서 최초의 우크라이나인 공산당 서기인 알렉세이 키리첸코(Кириченко Олексій Іларіонович)가 당 서기를 맡게 된다. 그러나 이후 전개된 탈스탈린화 정책은 우크라이나 민족을 고려한 정책이라고 보기는 어려웠다.

## 권부
대통령 선거에서 결선 투표제를 시행하고 있으며 선출된 대통령은 외교 및 안보 정책을 주관하고 외무부, 국방부, 정보기관의 장관과 국장을 임명하는 등 외교 정책을 맡으며, 의회는 총리, 내각의 인사, 중앙 정부의 기관장를 임명한다. 임명된 총리는 대통령이 맡는 외교 안보 정책을 제외한 내각의 인사를 결정한다. 다시 의회는 모든 장관들에 대한 심의를 거칠 수 있으며, 이들에 대해 거부권을 행사할 수 있다.

## 같이 보기
- 우크라이나 독립선언법
- 쿠치마 없는 우크라이나
- 오렌지 혁명

## 참고 문헌
- Гаврик, В. Г. (2012). “Ісаак Мазепа в державотворенні в УНР доби Директорії”. 《Сторінки історії : збірник наукових праць》 (우크라이나어) 32: 65-72.
- 최승진 (2012년 6월). “소비에트 우크라이나공화국의 문화정책”. 《동유럽발칸학》 (한국중동부유럽학회) 14 (1): 335-354. (구독 필요).
- 박정호 (2011년 7월 20일). “우크라이나의 정치권력과 정치체제 변화: 유쉔코와 야누코비치 정권을 중심으로” (PDF). 《슬라브硏究》 (한국외국어대학교 출판부) 27 (3): 1-20.